# 자이바쓰

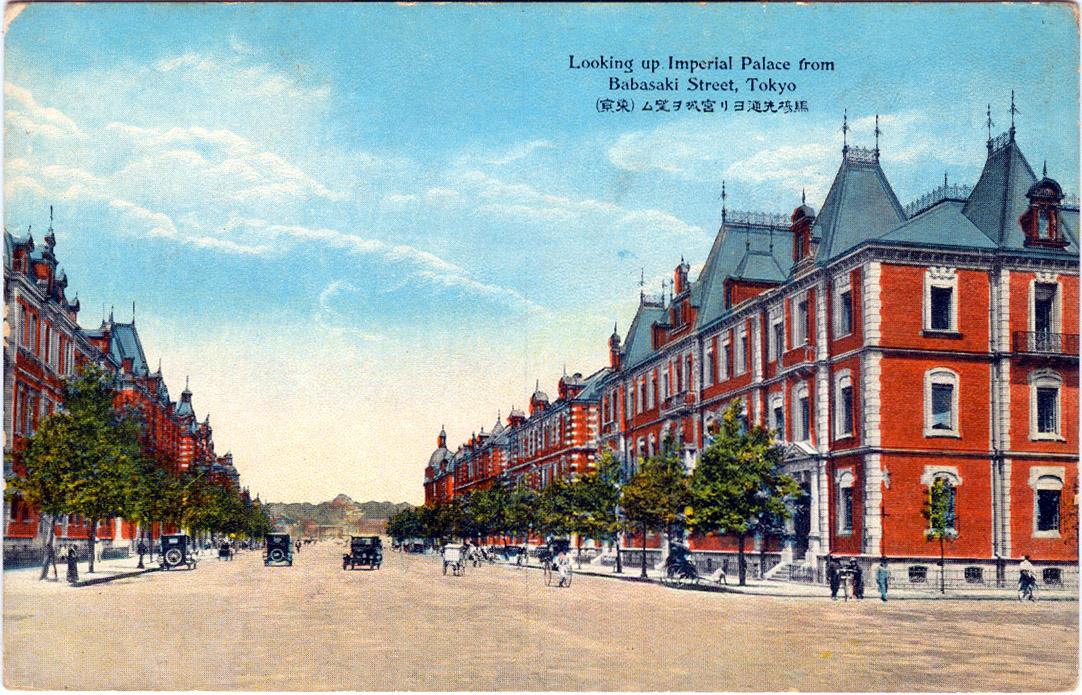
미츠비시 재벌의 본부였던 마루노우치 (1923년)

자이바쓰(일본어: 財閥 자이바츠[*])는 일본의 재벌을 뜻한다.
일본에서 바쓰(閥)는 집안이나 무리를 뜻하며, 종류에는 학벌을 뜻하는 가쿠바쓰(学閥), 2차 대전 패전으로 자취를 감춘 군벌세력인 군바쓰(軍閥), 혼인을 통해 처의 친척을 중심으로 형성되어 정치적, 경제적 입신을 위한 발판으로 쓰던 게이바쓰(閨閥), 메이지 유신에서 공을 세웠던 번 출신들이 만든 한바쓰(藩閥) 따위가 있었다.
재벌은 제2차 세계 대전 이전 일본의 콘체른을 가리킨다. 미쓰이, 미쓰비시, 스미토모(이상 일본의 3대 재벌) 등이 유명하다. 1880년대에 메이지 정부는 일본은행을 설립하여 금융제도를 정비하고 국가 소유의 관영 공장을 민간에 매각하여 경제 발전을 민간의 손에 맡겨 나갔다. 이것이 제2차 세계 대전 이전의 재벌의 기원이다.
이러한 대규모 재벌은 계열사 별로 각 산업 분야에서 독점적인 지위를 차지하며 일본의 경제 성장을 이끌며 크게 성장해갔다.
이들은 2차대전때 일본 제국을 적극적으로 도왔으나, 패전함으로써, 점령국인 미국을 비롯한 연합군에 의해 해체되었지만, 전후에 기업 집단의 재결집을 통해 새로운 형태의 재벌인 게이레쓰가 형성되었다.
게이레쓰는 구 재벌들의 기업들이 자발적으로 다시 결속하면서 형셩된 경우가 많아 수직적 조직이 아니라 수평적 조직인 것이 특징이다. 또한 창업자 가문은 경영 등에 참여하지 않는다.

## 3대 자이바쓰
- 미쓰이 그룹 인간(또는 인화)의 미쓰이
- 스미토모 그룹 결속의 스미토모
- 미쓰비시 그룹 조직의 미쓰비시

## 4대 자이바쓰
3대 자이바쓰에 야스다 재벌을 더한 것.

## 10대 자이바쓰
4대 자이바쓰에 이하 6개 기업집단을 더한 것.
- 아사노
- 후루카와
- 아유카와
- 오구라
- 노무라
- 나카지마

## 같이 보기
- 재벌